# Од Русаля до Яна
«Од Русаля до Яна» — щорічний міжнародний етнографічний фестиваль лемківської культури та традицій у Польщі.
Проводиться у лемківському селі Зиндранова Підкарпатського воєводства неподалік від кордону Польщі зі Словаччиною на території музею лемківської культури . Фестиваль проводиться щорічно, починаючи з 1992 року, в останній тиждень липня впродовж двох днів — суботи і неділі. Організатор — «Музей лемківської культури у Зиндранові», засновником і натхненником фестивалю впродовж багатьох років був керівник музею Теодор Гоч.
Свято увібрало в себе традиції двох слов'янських свят Русальний тиждень (Русаль) та Івана Купала (Ян), і стало нагодою до зустрічі лемків з Польщі, України, Словаччини, а також Канади і США, які представляють лемківський фольклор, ансамблі і традиції. У програмі свята крім виступів фольклорних колективів, знайомство з музейною експозицією, майстер-клас з рукоділля і ремесел, показ фільмів, виставки фотографій, презентації книг, дитячі конкурси. Традиційними учасниками фестивалю є лемківські колективи з Польщі, Словаччини і України: «Лемківский Перстеник», «Ручай», «Аркан», «Червена рута», «Роговиці», «Маковиця» зі Свидника, «Вільшня», «Кичера» з Якубян, «Гудаки» і «Бур'ян» .